# Hypserpa
Hypserpa é um género botânico pertencente à família Menispermaceae.

## Espécies
| - Hypserpa borneensis - Hypserpa cuspidata - Hypserpa decumbens - Hypserpa funifera - Hypserpa heteromera - Hypserpa jagorii - Hypserpa latifolia - Hypserpa laurina - Hypserpa laevifolia - Hypserpa mackeei | - Hypserpa macropoda - Hypserpa monilifera - Hypserpa nandinifolia - Hypserpa neocaledonica - Hypserpa nitida - Hypserpa parvifolia - Hypserpa pauciflora - Hypserpa polyandra - Hypserpa ponapensis - Hypserpa praevaricata | - Hypserpa propensa - Hypserpa raapii - Hypserpa reticulata - Hypserpa selebica - Hypserpa selwynii - Hypserpa selwyni - Hypserpa smilacifolia - Hypserpa triflora - Hypserpa trukensis - Hypserpa uniflora - Hypserpa vieillardii |

1. ↑  «Hypserpa — World Flora Online». www.worldfloraonline.org. Consultado em 19 de agosto de 2020